# Cleistes mantiqueirae
Cleistes mantiqueirae é uma espécie de orquídea terrestre de folhas alternadas e flores grandes que abrem em sucessão, com raízes tuberosas delicadas, habitante de Minas Gerais, no Brasil.